# Phylidorea modesta
Phylidorea modesta là một loài ruồi trong họ Limoniidae. Chúng phân bố ở miền Cổ bắc.